# Sede Elijjahu
Sede Elijjahu (hebr. שדה אליהו; ang. Sde Eliyahu; pol. Pole Elijahu) – kibuc położony w Samorządzie Regionu Emek ha-Majanot, w Dystrykcie Północnym, w Izraelu. Członek Ruchu Religijnych Kibuców (Ha-Kibbuc Ha-Dati).

## Położenie
Kibuc Sede Elijjahu jest położony na wysokości 191 metrów p.p.m. w intensywnie użytkowanej rolniczo Dolinie Bet Sze’an, będącej częścią Rowu Jordanu w Dolnej Galilei. Okoliczny teren jest stosunkowo płaski, opada jednak w kierunku wschodnim w depresję rzeki Jordan. Wokół osady znajdują się liczne źródła, których wody są odprowadzane do sztucznych stawów hodowlanych. W odległości około 3 km na wschód od kibucu przepływa rzeka Jordan, stanowiąca granicę z Jordanią. W odległości 4 km na południowy zachód od kibucu przebiega mur bezpieczeństwa, oddzielający państwo Izrael od terytoriów Autonomii Palestyńskiej. W jego otoczeniu znajdują się kibuce En ha-Naciw, Newe Etan, Ma’oz Chajjim, Kefar Ruppin i Tirat Cewi, oraz moszawy Tel Te’omim i Rechow. Po stronie jordańskiej jest miasto Al-Maschariqa. Po stronie palestyńskiej są wioski Bardala, Kardala i Ein al-Beida.
Sede Elijjahu jest położony w Samorządzie Regionu Emek ha-Majanot, w Poddystrykcie Jezreel, w Dystrykcie Północnym Izraela.

## Demografia
Większość mieszkańców kibucu jest Żydami:

## Historia
Pierwotnie w okolicy tej znajdowała się arabska wioska Arab al-Arida. Została ona wysiedlona i zniszczona w dniu 20 maja 1948 roku podczas I wojny izraelsko-arabskiej. Dużo wcześniej tutejsze grunty wykupiły od arabskich mieszkańców żydowskie organizacje syjonistyczne.
Kibuc został założony w dniu 8 maja 1939 roku przez żydowskich imigrantów z Niemiec. Kibuc nazwano na cześć niemieckiego rabina Elijahu Guttmachera. Była to typowa osada rolnicza, z obronną palisadą i wieżą obserwacyjną. Pierwsze lata były bardzo trudne dla osadników. Musieli oni łączyć ciężką pracę ze stałą służbą wartowniczą. Znaczna część dostępnych środków musiała być nieustannie przeznaczana na obronność i zapewnienie bezpieczeństwa mieszkańcom. Okoliczne bagna i malaria były przyczyną dużych strat. Wszystko to powodowało, że pierwsze lata istnienia kibucu było ciężką walką o przetrwanie. Później osiedlili się tutaj imigranci z Francji i Włoch. W latach 90. XX wieku kibuc przeszedł przez proces prywatyzacji, zachowując kolektywną organizację instytucji kultury, edukacji i ochrony zdrowia.

## Kultura i sport
W kibucu znajduje się ośrodek kultury z biblioteką, basen kąpielowy, sala sportowa z siłownią, oraz boisko do piłki nożnej.

## Edukacja i religia
Kibuc utrzymuje przedszkole oraz szkołę podstawową Szaked Sede Elijjahu. Starsze dzieci są dowożone do szkoły średniej w kibucu Newe Etan. W 2005 utworzono bet midrasz dla byłych żołnierzy, którzy łączą studia religijne z pracą rolniczą w kibucu. Kibuc posiada własną synagogę i mykwę. Sede Elijjahu wraz z sąsiednimi osadami Szeluchot, En ha-Naciw i Tirat Cewi tworzy blok religijnych kibuców.

## Gospodarka
Gospodarka kibucu opiera się na intensywnym rolnictwie i sadownictwie. Kibuc jest pionierem rolnictwa ekologicznego w Izraelu, nie używając pestycydów i sztucznych nawozów. Równocześnie opracowano różne metody biologicznego zwalczania szkodników i podnoszenia wysokości plonów. Na polach uprawia się głównie pszenicę, ziemniaki, marchew i przyprawy, a w sadach daktyle, winorośl i granaty. Jest tu także ferma drobiu, hodowla bydła mlecznego oraz stawy hodowlane. Firma Bio-Bee Biological Systems produkuje naturalne substancje zwalczające szkodniki oraz nawozy do stosowania w szklarniach i uprawach specjalnych. Firma S.D.A. Spice produkuje różnorodne przyprawy.

## Transport
Z kibucu wyjeżdża się na wschód na drogę nr 6678, którą jadąc na południe dojeżdża się do kibucu Tirat Cewi, lub jadąc na północny zachód dojeżdża się do En ha-Naciw i skrzyżowania z drogą nr 90.